# Елецкий, Леонид Васильевич
Князь Леонид Васильевич Елецкий (19 февраля 1877 — 19 ноября 1958, Нью-Йорк, США) — военачальник Русской армии и Белого движения. Полковник русской императорской армии. Генерал-майор (Белого движения), последний командир Кавалергардского полка.

## Биография
Представитель древнего русского княжеского рода — Елецких.
Родился в семье надворного советника, князя  Василия Максимовича Елецкого. До 1895 г. учился в Полтавской гимназии.
1 октября 1895 г. поступил на военную службу. В 1897 г. окончил Николаевское кавалерийское училище (по 1-му разряду). Выпущен офицером Уланского Его Величества лейб-гвардии полка.
Корнет (13.08.1897). Поручик (13.08.1901). Штабс-ротмистр (13.08.1905).
На начало 1909 г. в том же чине и полку. С 13.08.1909 г. — в чине ротмистра служил старшим адъютантом управления Отдельной гвардейской кавалерийской бригады.
Участник Первой мировой войны. С 6 декабря 1915 г. — полковник.
13 июня 1917 года Гвардейского уланского Варшавского полка полковник князь Елецкий был назначен командующим Кавалергардским полком.
Участник Белого движения во время Гражданской войны в России.
В 1918 г. — дежурный генерал штаба Южной Армии, затем на той же должности в штабе Воронежского корпуса.
В составе ВСЮР и Русской Армии до эвакуации Крыма служил начальником Управления ремонтирования, связанного с заготовкой, пополнением и заменой элементов конского состава армии.
В 1920 г. был эвакуирован в Каттаро (Югославия).
Позже в эмиграции в США. Участник монархического движения.
На конец 1951 г. — председатель Кавалергардской семьи и 1-го отдела гвардейского объединения в США.
В 1954—1958 г. был председателем Союза дворян во Франции, представителем объединения Николаевского кавалерийского училища, Кавалергардского и Уланского Его Величества лейб-гвардии полков в Северной Америке.
Умер в США. Похоронен на кладбище Ново-Дивеевского монастыря под Нью-Йорком.

## Награды
- Орден Святой Анны 3-й степени (1906);
- Орден Святого Станислава 2 степени (1911);
- Орден Святого Владимира 4 степени с мечами и бантом (ВП 19.11.1914);
- мечи к ордену Святого Станислава 2-й степени (ВП 04.03.1915).